# Oidium neolycopersici
Oidium neolycopersici är en svampart som beskrevs av L. Kiss 2001. Oidium neolycopersici ingår i släktet Oidium och familjen Erysiphaceae.   Inga underarter finns listade i Catalogue of Life.